# UDOO
UDOO는 아두이노 2 호환 마이크로컨트롤러를 통합한 단일 보드 컴퓨터로, 컴퓨터 과학 교육, 메이커 세계, 사물 인터넷용으로 설계되었다.

## 모델
UDOO는 세 가지 모델로 이용이 가능하다.
- UDOO 듀얼 베이직 (99달러)
- UDOO 듀얼 (115달러)
- UDOO 쿼드 (135달러)

## 역사
이 제품은 2013년 4월 9일 킥스타터를 통해 시작했으며, 약 40시간 만에 27,000 달러의 목표를 달성했다.

## 하드웨어
UDDO 기판은 두 개의 CPU가 장착되어 있다. 프릐스케일 i.MX는 ARM v7 명령 집합 기반의 ARM Cortex A9 프로세서이다. 다음 세대의 그래픽 및 고성능 비디오는 i.MX 6 시리즈의 핵심이다. i.MX-6 시리즈는 최대 1080p60 비디오 재생을 지원함으로써 고선명 콘텐츠를 재생하는 장치를 위한 저전력 소비로 뛰어난 고품질 비디오를 출력할 수 있다. i.MX 6 쿼드와 i.MX 6 듀얼 프로세서 계열 최상위에 위치하는 3차원 엔진은 최대 초당 200 Mt를 제공할 수 있으므로 멀티미디어의 현실같은 그래픽을 가능케 한다.

## 같이 보기
- 아두이노
- 라즈베리 파이